# 萩原貴則
萩原 貴則（はぎわら たかのり、1973年11月17日 - ）は、スキー・ノルディック複合の元FISワールドカップ代表。群馬県利根郡片品村出身。
地元で行われた国体を契機に競技生活に入る。群馬県武尊高等学校（現群馬県立尾瀬高等学校）、早稲田大学、トーエネックに順次所属した。1999年からFISワールドカップを転戦。1999年のワールドカップBでは準優勝という快挙を成し遂げる。国内では第56回、第58回の国民体育大会冬季大会スキー競技大会で優勝。2003年には第81回全日本スキー選手権大会でノルディックコンバインドに優勝するなど名実ともに日本のトップ選手として活躍。
2003年限りで第一線を退き、後進の指導に当たっている。しかし、国民体育大会には引退後も2年連続で出場しており、2年連続3位に入っている。2004年東アジア選手権優勝の新井彩可と親しい。尊敬する人物は荻原健司。